# Фольксдойче
Фо́льксдойче (нем. Volksdeutsche — «этнические немцы») — обозначение «этнических германцев» (см. Фольксгеноссе) до 1945 года, которые жили в диаспоре, то есть за пределами Германии. В отличие от «рейхсдойче» (нем. Reichsdeutsche, «германцев рейха»), принадлежность к «фольксдойче» («германскость») устанавливалась по отдельным признакам — по «семейной истории» (были ли родители немцами), по немецкому языку как родному, по имени, по церковным записям и т. п.
После поражения в Первой мировой войне значительная часть территории Германии и Австрии была отторгнута от них странами-победительницами в качестве контрибуций и репараций вместе с гражданами. Тогда понятие «фольксдойче» стало политическим, а этот его подтекст оставался в активном употреблении до 40—60-х годов XX века. В период существования нацистской Германии (1933—1945) фольксдойче имели особый правовой статус как в пределах самого рейха, так и в генерал-губернаторстве, протекторатах и рейхскомиссариатах, а также в союзных странах.
В данной статье также раскрывается и обобщается значение термина фольксдойче как этнической группы немцев, живущих вне границ национального государства.

## Комментарии к понятию и термину

### Происхождение термина
Согласно трактовке Дорис Берген, авторство этого термина приписывается Адольфу Гитлеру, который, предположительно, впервые самолично ввел в употребление термин фольксдойче в меморандуме Имперской Рейхсканцелярии от 1938 года. В этом документе термином фольксдойче определяются «люди, чей язык и культура имеют германские корни, однако не имеющие германского гражданства». Так или иначе, для Гитлера и других немцев того времени этот термин нёс в себе некоторые смысловые оттенки — чистота крови, расовое определение — то, что не входит в современный русскоязычный термин «этнические немцы» и является сугубо идеологическими оттенками данного термина. В соответствии с немецкими постановлениями 1930-х годов, около 30 миллионов фольксдойче жили вне границ рейха, существенная часть их — в Восточной Европе — Польше, Прибалтике, СССР и Румынии.
Нацистские фундаментальные идеи экспансии на Восток отводили фольксдойче особую роль в немецких планах завоевания стран Восточной Европы, что и было достаточно чётко обозначено в генеральном плане «Ост».
Нацистские власти постоянно выступали с официальными призывами к сотрудничеству или репатриации в Германский рейх лиц-фольксдойче, главным аргументом при этом выступала идея «кровного единства» с немцами, живущими в Германии. Так, в 1931 году ещё не пришедшие к власти нацисты открывают «Auslandsorganisation der NSDAP» (сокр. «NSDAP/AO» — «Заграничная организация Нацистской Партии»), чьей основной и единственной реальной целью являлось распространение нацистской пропаганды среди германских национальных меньшинств других стран мира (фольксдойче).

### Фольксдойче миттельштелле
Одну из главнейших ролей в реализации идеологии нацистской расовой доктрины в общем и идеологии целостности германской расы в частности играла организация «Фольксдойче миттельштелле» (нем. Volksdeutsche Mittelstelle; сокр. VoMi), имевшая статус одного из пяти главных управлений СС и проводившая разнообразную работу среди этнических немцев, проживающих за рубежом.
В монографии Люманса Вальдисо (Lumans Valdiso) говорится, что:

«Одной из главных целей Гиммлера был централизованный контроль над мириадами групп и индивидуумов, пропагандирующих внутри и вне рейха идеи фольксдойче. Гиммлер не начинал этот процесс, однако, обнаружив данные идеи витающими в воздухе, развил их и направил в нужное ему русло. Его основным инструментом в попытках завоевания такой цели было управление вне структуры СС — нацистский партийный орган „Фольксдойче миттельштелле“ (VoMi), что можно перевести как „Управление связей с этническими немцами“».

Главное управление (нем. Hauptamt) было создано 1 февраля 1937. После начала Второй мировой войны это управление осуществляло программу переселения на оккупированные восточные территории немецкого населения, которой руководил назначенный 7 октября 1939 рейхскомиссаром по расселению германской расы Генрих Гиммлер. Создание «Фольксдойче миттельштелле» означало передачу в руки СС важнейшего инструмента воздействия на внешнюю политику Третьего рейха.
Управление возглавлялось обергруппенфюрером СС Вернером Лоренцем (нем. Werner, Lorenz). Сфера деятельности этой организации распространялась, в основном, на соседние с Германией страны Восточной и Западной Европы, где она вела разведывательную и идеологическую подрывную работу, фактически занимаясь формированием «пятых колонн».
Секция печати этого управления готовила ежедневные обзоры материалов, публикуемых в более чем 300 газетах и журналах, выходящих за рубежом, а также занималась внедрением в зарубежные СМИ и формированием (посредством написания «заказных статей») необходимого организации общественного мнения через антикоммунистические газеты Австрии, Франции, Бельгии и других стран, положительно отзывавшихся о нацизме.

## Фольксдойче во время Первой мировой войны

### Немцы в Российской империи

#### Предыстория
Немецкое население существовало в Российской империи практически с момента её создания, в прибалтийских губерниях — ещё до их присоединения к России (остзейские немцы, до второй половины XIX века составлявшие местную элиту). Достаточно часто в российской истории повторялась ситуация с официальным и неофициальным приглашением немецких учёных, политиков и военных на высокие посты в тех или иных областях.
Ярким примером может послужить фаворитство и фактическое управление страной Эрнстом Иоганном Бироном в период царствования императрицы Анны Иоанновны и краткий период узурпирования фактической власти после её кончины (в бытие регентом при Иване VI).
В тот период была разработана полунаучная теория привнесения германскими вождями (в частности, Рюриком) самой идеи государственного правления в хаотический в политическом смысле мир славянских народов. Впрочем, и опровергнуть эту теорию оказалось крайне легко — Рюрика пригласили на замещение вакантного места князя — значит, титул князя существовал до пришествия Рюрика на Русь. Также примером могут послужить личности государственного деятеля, министра внутренних дел фон Плеве и влиятельнейшего финансиста России XIX века Николая Бунге.
Пётр I начал своё взросление в так называемой немецкой слободе. Огромное количество публикаций и исторических свидетельств служат подтверждением факта существенного присутствия этнических немцев в государственном аппарате Российской империи в XVIII—XX веках, в том числе, например, и в период царствования Екатерины II. Вследствие этого можно сделать вывод о практически постоянном присутствии немцев в истории России. В известной пропорции немецкие корни были и у императорской семьи Романовых, так как династические браки заключались, в основном, с представителями высшего германского дворянства.
Кроме того, большое количество российских учёных, военных деятелей, представителей искусства принадлежало к немецкой национальности. Эти подданные России внесли большой вклад в развитие человечества. Среди таковых были Д. И. Фонвизин (фон Визин), И. Ф. Крузенштерн, Ф. Ф. Беллинсгаузен, Иоганн Корф, Карл Иессен, барон Фердинанд Врангель, Б. А. фон Глазенап, Отто Коцебу. Из более поздних деятелей — Б. В. Раушенбах — один из основателей советской космонавтики.

#### Положение фольксдойче во время Первой мировой войны
Война с Германией и Австро-Венгрией развязала антинемецкие настроения и пропаганду борьбы с «внутренним врагом» в российском обществе. В связи с этим фактом самое пристальное внимание обращали на себя подданные империи — немцы по национальности, в связи с чем появилось множество предвзятых публикаций о них. В начальный период войны отношение к данной группе было благожелательным, всячески подчёркивалось их отличие от германского населения. Отмечался большой финансовый вклад в создание и развитие сети лазаретов и больниц, благотворительная работа немцев среди населения. Однако же впоследствии, к 1915 году, по мере ухудшения ситуации на фронте, отношение государства и населения к немецким подданным империи стало меняться в худшую сторону. Неоднократно в определённых газетах начали публиковаться статьи провокационного характера, которые, несмотря на опровержения, данные властями после проверки фактов, сумели изменить атмосферу в обществе.
Последовала реакция на политику в отношении российских немцев в периодической печати левого направления. Так, например, саратовское издание «Наша газета» опубликовала речь депутата Государственной Думы Н. Чхеидзе на заседании 19 июля 1915 года, в которой достаточно активно осуждается начатая в обществе и СМИ антинемецкая кампания. В частности, приведены следующие слова депутата:
Что касается, опять-таки во имя единения, травли граждан немецких русско-подданных, конечно, не тех, которые довольно высоко сидят, их никто не трогает, но обыкновенных, так вы знаете, во что эта травля вылилась, чуть ли не в погром в первопрестольной столице России и это благодаря не только попустительству, но и по инициативе властей
Впоследствии отношение населения к этническим немцам стабилизировалось, во многом из-за радикальной смены идеологии на «пролетарский интернационализм» и своеобразное «спускание пара» в обществе в процессе революций и гражданской войны.

## Во время национал-социализма
С момента прихода национал-социалистов к власти в Германии, термином «фольксдойче» стали обозначать немцев, родившихся за рубежами Германии, проживающих в странах, оккупированных Германией, и подавших прошение на гражданство Третьего рейха. До Второй мировой войны около 10 миллионов фольксдойче проживали в Центральной и Восточной Европе, также большое количество немцев жило на юге СССР.

### Deutsche Volksliste
После начала оккупации стран восточной Европы войсками Германии в сентябре 1939 года немецкая сторона, а именно — организация «фольксдойче миттельштелле», организовала центральное регистрационное бюро, названное «Список германских граждан» (нем. «Deutsche Volksliste», сокр. DVL), где они регистрировали немцев с гражданством оккупированных стран как фольксдойче. Местное неарийское население было крайне заинтересовано в попадании в этот список, так как тем, кто числился в данном списке, были положены определённые льготы, включая лучшее питание и особый правовой статус.

Deutsche Volksliste подразделял фольксдойче на 4 категории:
- Категория I: Личность германского происхождения, предложившая свои услуги рейху до 1939.
- Категория II: Личность германского происхождения, оставшаяся пассивной.
- Категория III: Личность германского происхождения, этнически частично смешавшаяся с местным населением, напр., посредством брака с местным партнёром или посредством рабочих связей (на территории Польши это особенно касалось силезцев и кашубов).
- Категория IV: Личность с германскими предками, чьи предки были культурно едины с местным населением, но поддерживающая «германизацию».

Каждому натурализировавшемуся немцу властями рейха выдавался специальный документ — фолькслист (нем. Volksliste), игравший роль паспорта и удостоверения «чистоты расы», что было необходимо на случай возникновения подозрений у бдительных граждан рейха или местных органов гестапо.

### Роль фольксдойче в формировании частей СС и вермахта
Фольксдойче играли заметную роль при формировании так называемых «туземных» дивизий СС (дивизий, в которых могли служить лица, не являющиеся членами СС) — во многих из них батальоны были в основном или полностью укомплектованы именно солдатами-фольксдойче. Однако руководство дивизий отмечало достаточную ненадёжность этих частей, которая стала проявляться всё больше и больше по ходу войны, ближе к разгрому нацистской Германии. При всей степени вовлечения фольксдойче в формирование частей вермахта и СС они практически не становились членами партийно-политической организации СС, хотя достаточно часто проходили службу в её войсках.
- Перед и во время начала Второй мировой войны некоторые фольксдойче в Чехословакии, Польше и Югославии активно поддерживали нацистов, передавая им важные сведения, занимаясь саботажем и другими недружественными акциями по отношению к странам своего рождения и проживания.
- В Югославии была сформирована 7-я добровольческая горнострелковая дивизия СС «Принц Евгений», практически полностью состоящая из фольксдойче, которая активно использовалась в карательных акциях против партизан и мирного населения.
- По сообщениям некоторых исследователей[14], в 1943 г. в районе Днепропетровска был создан кавалерийский полк СС, состоящий из фольксдойче. Скорее всего, по мнению историков[13], полк влился в ряды 8-й кавалерийской дивизии СС «Флориан Гайер». Дивизия служила на Восточном фронте, а потому наиболее подходит для вышеупомянутого полка.
- В сентябре 1939 года в Польше были созданы так называемые «отряды самообороны»[англ.] (нем. Selbstschutz), состоявшие из этнических немцев. В начале 1940 года, после некоторой стабилизации ситуации в данном регионе, отряды вспомогательной полиции были расформированы, а их солдаты были распределены по частям войск СС, в частности 4-й дивизии СС (полицейской).

Фольксдойче, переселённые в Вартегау, оказались в сложном правовом положении: документы, регламентирующие их призыв противоречили друг другу. Распоряжение главы рейхсканцелярии М. Бормана от 26 марта 1941 года запрещало вербовать лиц, находившихся в лагерях переселенцев в СА и СС.
В октябре 1941 года приказом оперативного штаба Центрального бюро по иммиграции был разрешён набор фольксдойче-переселенцев в СС. Указ министерства внутренних дел от 31 июля 1941 года запрещал проводить мобилизацию переселенцев сразу после их натурализации. Указ Верховного командования вермахта от 19 октября 1943 года ввёл отсрочку для мужчин-кормильцев.
В начале 1944 года Г. Гиммлер отдал личное распоряжение: мужчин-переселенцев призывного возраста подвергнуть медицинскому осмотру и поставить на учёт как потенциальный резерв войск СС, чтобы их нельзя было мобилизовать в вермахт. В апреле 1944 года между Главным управлением расы и поселений СС, Главным управлением СС и Управлением комплектования войск СС было заключено соглашение о службе в войсках СС немцев из Украины: на каждого переселенца следовало завести учётную карту с его расовыми характеристиками (Rassenkartei), копию которой отослать в филиал Главного управления расы и поселений СС в Лицманштадте, который должен был принять решение о пригодности переселенца к службе в СС. В апреле 1944 года некоторое количество натурализованных советских немцев было призвано в войска СС. В апреле 1944 года указание шефа Главного управления СС Г. Бергера предписывало взять на воинский учёт мужчин из числа переселенцев из Южной Украины. Предполагалось, что эти немцы должны быть призваны в 8-ю кавалерийскую дивизию СС «Флориан Гейер». Но в Вартегау по просьбе гауляйтера А. Грейзера призыв большинства переселенцев из СССР в войска СС был отсрочен до 30 июня 1944 года.
В рамках мобилизации 1944 года вермахт конкурировал с СС Представители управления призывного района (Wehrbezirkskommando) во время учёта мужчин в Вартегау не обращали особого внимания на то, что некоторые не натурализовавшиеся немцев имели статус добровольцев войск СС. На возражения Главного управления СС (SS-Hauptamt) военные отвечали, что мобилизационное предписание вермахта обладает большей силой, чем какие-либо свидетельства СС. Руководство СС начало борьбу за недопущение мобилизации переселенцев в вермахт. В частности, руководители лагерей Управления по делам этнических немцев получили указания изымать выданные военными документы у переселенцев, которые ранее подавали заявления в войска СС. В мае 1944 года Управление комплектования войск СС обратилось в Центральное бюро по иммиграции (подчинялось непосредственно СД) с просьбой об отсрочке в выдаче до конца июня 1944 года выдачи удостоверений о получении германского гражданства натурализовавшимся в первой половине 1944 года этническим немцам. Центральное бюро по иммиграции эту просьбу удовлетворило — она позволяла рекрутам успеть пройти медицинские комиссии. Тем не менее летом 1944 года была проведена в Вартегау мобилизация немцев-переселенцев из СССР.
Часть переселенцев попыталась уклониться от призыва на военную службу путём непрохождения натурализации и неполучения гражданства Третьего рейха. Однако 26 июня 1944 года командование вермахта выпустило указ о привлечении на службу этнических немцев, получивших удостоверение переселенца. Мобилизации подлежали также лица, которые отказались по необоснованным причинам от прохождения фильтрации в лагере. 19 августа 1944 года указ командования вермахта чётко определил правила призыва советских немцев в вермахт:
- Командование войск СС могло проводить учёт и призыв переселенцев до их натурализации;
- Лица, получившие гражданство Германии, призывались в вермахт на общих основаниях;
- После получения гражданства Германии, призывник мог поступить в СС только на добровольных началах.

В июне 1944 года прошла первая массовая отправка советских немцев в войска СС. При этом многие рекруты ещё не прошли натурализацию и должны были её завершить в местах дислокации учебно-запасных частей войск СС. К началу июля 1944 года в войска СС мобилизовали около 5,8 тысяч советских немцев.
В начале июля 1944 года мобилизованных фольксдойче-переселенцев отправили на подготовку в учебно-запасные части на территории Германии, Венгрии и протектората Богемии и Моравии.
Вскоре в Германии началась тотальная мобилизация. Й. Геббельс потребовал от администрации всех округов задействовать дополнительные человеческие ресурсы на военные цели. После этого, гауляйтер А. Грейзер (он был одновременно имперским комиссаром обороны своего округа) издал постановление о временной трудовой повинности всего мужского и
женского населения Вартегау в возрасте от 15 до 65 лет. Летом 1944 года А. Грейзер дал согласие на формирование из годных к службе советских немцев (включая тех, кто ещё не получил гражданство Третьего рейха) особых рот для выполнения вспомогательных функций. Эти особые роты были размещены в Позене и Лицманштадте и участвовали в мероприятиях полиции противовоздушной обороны (Luftschutzpolizei). Вскоре особые роты стали использоваться за пределами Вартергау — например, на подавлении Варшавского восстания в августе — октябре 1944 года. Многие советские мужчины-переселенцы были отправлены по просьбе главного фюрера СС и полиции генерал-губернаторства В. Коппе на возведение оборонительного рубежа по линии Сан — Висла.
С сентября 1944 года начался массовый набор советских немцев в войска СС. 25 сентября 1944 года А. Гитлер подписал приказ о призыве всех мужчин в возрасте от 16 до 60 лет, которые не могли служить в армии, в ряды фольксштурма. Под действие данного приказа попадали и этнические немцы-переселенцы. Женщины, получившие официальное подтверждение своего немецкого происхождения могли использоваться в качестве сестёр или помощниц Немецкого Красного Креста. Срок обучения рекрутов мог составлять всего семь недель.
Осенью 1944 года подавляющее большинство годных к военной службе советских немцев было призвано в вермахт.
Оставалось небольшое число мужчин, которые не прошли фильтрацию и определялись немецкими властями в качестве «лиц с неопределённым гражданством». В ноябре 1944 года РСХА разрешило набирать в вооружённые силы Германии и военизированные организации эту категорию мужчин.
Много немцев пополнили ряды 9-й танковой дивизии СС «Гогенштауфен» и участвовали в Арденнской операции. Также советские фольксдойче в 1944 году были направлены на укомплектование 7-й добровольческой горно-егерской дивизии СС «Принц Ойген», 1-ю танковую дивизию СС «Лейбштандарт СС Адольф Гитлер», 8-ю кавалерийскую дивизию СС «Флориан Гейер» и 17-ю моторизованную дивизию СС «Гётц фон Берлихинген».
Многие фольксдойче воевали на Восточном фронте. Часть погибла, часть попала в плен (как к Красной Армии, так и к её союзникам). Те пленные, которые попали к западным союзникам, были отпущены ими на свободу и потом проживали в ФРГ. Однако те, кто попал в советский плен, подверглись наказанию как изменники Родины.

### Фольксдойче в Польше
В сентябре 1939 года при оккупации Польши из этнических немцев создали военизированные отряды Selbstschutz (в дословном переводе «Самооборона»). Они участвовали в массовых убийствах представителей польской элиты в ходе операции «Танненберг». В начале 1940 года Selbstschutz распустили, а её члены пополнили различные подразделения СС, гестапо и немецкой полиции. Во время вторжения в Польшу некоторые из представителей этнических немцев помогали своим соплеменникам.
Во время Второй мировой войны польские граждане немецкого происхождения, часто искренне отождествлявшие себя с польской государственностью и нацией, столкнулись со сложной дилеммой выбора отчизны — подписание фолькслиста или сохранение ущербного гражданства оккупированной страны с поражением в некоторых правах. Эта категория включала в себя и немецкие семьи, предки которых жили в Польше веками, и немцев, живших на территориях, присоединённых к Польше после 1920 года (ранее бывших частью Германской империи). Фактически выбор одной стороны автоматически означал неприязнь и ненависть с другой стороны — по крайней мере, со стороны поляков. Вошедшие в списки DVL считались в обществе предателями (с точки зрения поляков); не желавшие же входить в эти списки зачислялись новой властью в потенциальные предатели германской расы. Католическая церковь, в частности епископ Станислав Адамский, с согласия правительства Польши в изгнании, советовала записываться в фолькслист, чтобы избежать репрессий.
Фольксдойче в Польше пользовались рядом привилегий, однако подлежали призыву на военную службу. В рейхсгау Данциг-Западная Пруссия гауляйтер Альберт Форстер уполномочил местные власти применять силу и угрозы для записи в Фолькслист. Это привело к тому, что к 1944 году в области проживало около миллиона фольксдойче или 55 % всего населения. В ряде случаев немцы записывались в фолькслист после консультаций с польским сопротивлением. Фольксдойче играли важную роль в работе антинацистского подполья.
На аннексированных Германией польских территориях на начало 1944 года проживало около 1 миллиона фольксдойче категорий I и II, а также 1,7 миллиона категорий III и IV (см. таблицу), что составляло около 30 % всего населения. В Генерал-губернаторстве фольксдойче были признаны 120 тысяч человек.
| Аннексированная территория | Категория I | Категория II | Категория III | Категория IV |
| -------------------------- | ----------- | ------------ | ------------- | ------------ |
| Вартеланд (рейхсгау)       | 230000      | 190000       | 65000         | 25000        |
| Данциг-Западная Пруссия    | 115000      | 95000        | 725000        | 2000         |
| Восточная Верхняя Силезия  | 130000      | 210000       | 875000        | 55000        |
| Юго-Восточная Пруссия      | 9000        | 22000        | 13000         | 1000         |
| Итого                      | 484000      | 517000       | 1678000       | 83000        |

### Фольксдойче в СССР
На занятой немцами и румынами территории Украины проживало около 330—340 тысяч немцев — советских граждан, из них 200 тысяч (так называемые «черноморские немцы»), в том числе порядка 50—60 тысяч чел. военнообязанных мужчин, находились в «Рейхскомиссариате Украина». Примерно 30—40 тысяч фольксдойче жили в Прибалтике. Согласно же другим данным и немецким документам, в Рейхскомиссариате Украина проживало около полумиллиона фольксдойче. А современные исследователи считают, что в 1940-х гг. на территории Украины проживало около 600 тыс. немцев. На 1939 г. официальная численность немцев была около 400 тыс. человек.
В начале своей работы в исследованиях фольксдойче немцы действительно придерживались строго расовых критериев. Однако с 1943 г. специалисты стали менее разборчивыми и для того, чтобы быть признанным в качестве фольксдойче, было достаточно с помощью 2—3 свидетелей подтвердить своё немецкое происхождение, но при этом немецкое происхождение самих свидетелей должно было быть несомненным. Это дало повод некоторым исследователям утверждать, что с этого времени фольксдойче могли стать все желающие по причине предоставления всевозможных льгот. Однако, по мнению других исследователей, эти утверждения не выдерживают никакой критики. Учитывая то, что многих немцев в самом начале войны вывезли с территории Украины, следует признать, что многие из фольксдойче в довоенное время числились представителями других национальностей; но это были, в основном, члены смешанных семей.
Существование данной группы лиц на территории, занятой рейхом, было, как и в Польше, гораздо более комфортным в том случае, если эти граждане регистрировались в украинском отделении DVL. Льготы распространялись на выдачу продуктов питания, одежды, мебели. Так, через сеть специализированных магазинов каждому фольксдойче один раз в неделю выдавались: 150 г. жира, 1 кг сыра, 4 яйца, овощи, фрукты, мёд, мармелад, соль и многое другое, как правило, недоступное не включённым в список лицам.
Для арийской молодёжи организовывались спортивные лагеря, руководителями и преподавателями в них были фронтовые офицеры, которые готовили эту молодёжь для службы в вермахте. Как правило, конечной целью создания и существования таковых лагерей для арийской молодёжи немецкое руководство в Германии видело воспитание будущих фюреров организаций, групп и объединений, полностью лояльных национал-социалистическим идеалам и готовых в любой момент встать в ряды других организаций, например, школы офицеров СС в Германии (в городке Бад-Тёльц) и т. д. Такой молодёжи было достаточно много — например, только в Транснистрии в молодёжных организациях насчитывалось около 9 тысяч чел.
Судьбу фольксдойче из числа граждан СССР можно проследить по статистическим данным. Согласно оценке журнала «Demoscope Weekly», в Германию из СССР всего было перемещено, по разным данным, до 8,7 миллионов человек. Однако эта цифра включает в себя и военнопленных, и иных перемещённых лиц.
| Категории                    | Численность, млн чел. | %      |
| ---------------------------- | --------------------- | ------ |
| Гражданские интернированные  | 0,005                 | 0,0    |
| Военнопленные                | 3,24                  | 37,2   |
| Остовцы (остарбайтеры)       | 3,2                   | 36,8   |
| «Западники»                  | 0,85                  | 9,8    |
| Фольксдойче                  | 0,35                  | 4,0    |
| Финны-ингерманландцы         | 0,06                  | 0,7    |
| «Беженцы» и «эвакуированные» | 1,0                   | 11,5   |
| Всего                        | 8,7                   | 100,0% |

Отступление армии рейха заставило данную этно-социальную группу покинуть прежние места проживания. Основные истоки миграции были следующими:
1. Рейхскомиссариат Украина (ок. 90 тысяч чел.) — ноябрь 1943 г.
2. Приднепровье (ок. 125 тысяч чел.) — январь-июль 1944 г.

По утверждению упомянутого журнала Demoscope, это были достаточно привилегированные и организованные беженцы. Первичным местом прибытия являлся рейхсгау Вартеланд (район Лодзи), однако через некоторое время они покинули и этот район. В результате из приблизительно 350 тысяч «советских» фольксдойче, находившихся к концу войны на территории рейха, около 200 тысяч, после установления разграничения между Советской Армией и союзниками, находились на территории Польши или Восточной Германии. Впоследствии из «западных» 150 тысяч примерно половина была передана союзниками в СССР.
Согласно установившейся в СССР практике, подписание фолькслиста квалифицировалось как измена родине, и подписавшие его фольксдойче из числа бывших советских граждан, оказавшиеся в зоне действия советской администрации, как правило, арестовывались органами госбезопасности и привлекались к суду.
Таким образом, число репатриированных из СССР «фольксдойче» составило не менее 280 тысяч человек.

#### Поволжские немцы
Книга «ЗОНА ПОЛНОГО ПОКОЯ: РОССИЙСКИЕ НЕМЦЫ В ГОДЫ ВОЙНЫ И ПОСЛЕ НЕЕ». (фрагмент)
…В начале 1945 года Красная Армия достигла мест поселения «фольксдойче» в Польше, а затем и в Германии. А в сентябре «эвакуированным» пришлось оставить свои новые жилища и с вещами собраться в лагерях. Советские власти требовали возвращения «своих» граждан.
Сначала это делалось путём уговоров и увещеваний. По всей территории оккупированной Германии разъезжали специальные советские команды в сопровождении офицеров, обещая вернуть переселенцев на их прежние места проживания.
Но при этом «репатриантов» обманули самым бессовестным и коварным образом. <…> В который раз большевистский режим прикрыл своё волчье обличье коварной маской «доброжелательного» лицемерия, рассчитывая на доверчивость простых и честных людей.<…>
Более или менее подробно я услышал о ней лишь в конце 50-х годов, когда вдруг обнаружилось, что мой дядя по отцу Константин Вольтер, который жил в начале войны в Запорожской области, находится с семьёй в Таджикистане, на Исфаринских угольных шахтах. В начале сентября 1941 года немецкие войска внезапно форсировали Днепр, и часть левобережных немецких колоний оказалась под оккупацией.
С тех пор эта ветвь Вольтеров как в воду канула. Почти 17 лет не было от них никаких вестей. Стало быть, думали мы, осели наши родичи где-то в Германии, избежали депортации, «трудармии» и спецпоселения. Повезло же людям… И вдруг получаем весточку от моей любимой кузины Альмы с юга Средней Азии, не так уж далеко отстоящего от Джамбула, где я с семьёй поселился после снятия ненавистного режима спецпоселения. Увиделись после многолетней разлуки.
Боже мой! Как дядя ругал всех и вся, и в первую очередь себя, за то, что поддался обману, поверил «этим советским», будто их вернут домой, на прежнее место жительства, в Верхне-Рогачикский район, село Георгсталь, колхоз «Роте Фане». Как не дрогнуть было сердцу при мысли о возможности ступить на родную землю, вернуться к небогатой, но размеренной деревенской жизни, к колхозной кузнице, где колдовал он у жаркого горна!
А что сделали? Без долгих слов заперли снаружи вагоны, провезли мимо Украины, через всю Россию, доставили в Таджикистан и на 10 лет посадили на спецучёт, определив на тяжелейшую работу в угольные шахты.
— Нет, пусть мне хоть золотого тельца пообещают, больше ни одному советскому не поверю! Никогда себе не прощу такой доверчивости! Как ребёнка, обвели вокруг пальца! Ладно уж я — четырёх дочерей и Артура в неволю привёз! Хорошо, хоть Бертгольд там остался!
Дяди Константина давно нет в живых: не выдержало его натруженное сердце кузнеца горечи чудовищного обмана. Немногим он тогда поделился. Да и кто знал, что когда-нибудь это можно будет не только открыто высказать, но и напечатать!…
В конце XIX—начале XX века Поволжье уже было сформированным анклавом поселения немецких иммигрантов со всей России и из ближнего Зарубежья — той части, которая ассоциировала себя с российской государственностью. Многие из жителей традиционно исповедовали лютеранство, некоторые — баптизм. По свидетельствам очевидцев, немецкие поселения отличались от русских и казачьих аккуратностью, относительным богатством урожая и трезвостью населения. Поволжские немцы пользовались правом на автономию в составе РСФСР, а затем и СССР со времени революции 1917 года, когда была создана Трудовая коммуна (впоследствии — АССР НП) немцев Поволжья. Однако после начала Великой Отечественной войны с приближением фронта она была упразднена решением правительства СССР. Так мужское население от 15 до 55 лет было заключено в трудовые лагеря. Немецкие семьи, в большей их части, были депортированы в два региона — Сибирь и Казахстан.

#### Украинские фольксдойче
Согласно немецким документам, в Рейхскомиссариате Украина проживало около полумиллиона фольксдойче. Положение фольксдойче, проживавших на территории Рейхскомиссариата Украина, было также обособленным. Оно определялось директивами Альфреда Розенберга, как рейхсминистра Восточных оккупированных территорий, от 19 февраля 1942 г. и Генриха Гиммлера, как рейхсфюрера СС и имперского комиссара по консолидации и укреплению германской нации и расы, от 8 сентября 1942 г. Согласно данным документам, статус фольксдойче, как и во всей Европе, присваивался каждому отдельному гражданину после постановки на учёт в «Deutsche Volksliste Ukraine». Часто партийные органы НСДАП были вынуждены заниматься такими проблемами местного населения-фольксдойче, как приобретение новой квартиры, помощь в трудоустройстве, прочие исключительно бытовые проблемы.
После 1943 года процедура обретения статуса фольксдойче упростилась. Для положительного решения соискателю стало достаточно подтверждения его немецкого происхождения 2—3 немцами.
В отличие от официальной политики НСДАП, гитлерюгенд на территории Рейхскомиссариата Украина действовал как организация для фольксдойче. Бытовало мнение, что, в отличие от старшего поколения, «испорченного большевизмом», молодёжь было возможно перевоспитать, создав из них убеждённых, настоящих национал-социалистов. Однако в руководящих органах гитлерюгенда служили исключительно приезжие рейхсдойче. Возможно, так сложилось по той причине, что эта организация создавалась в рейхскомиссариате «с нуля».
Украинский гитлерюгенд получил название «Дойче Югенд Украины» (нем. Deutsche Jugend Ukraine — «Немецкая молодёжь Украины»). Его членами были обязаны становиться все молодые фольксдойче первой и второй категорий в возрасте от 10 до 21 года. Что же касается фольксдойче третьей категории, то их принимали с разрешения местного гебитскомиссара. Гитлерюгенд старался охватить своим влиянием каждый населённый пункт, где проживали фольксдойче, что ему, в принципе, удавалось.
Кроме того, на территории Рейхскомиссариата Украина действовала также организация NSV (нем. Nationalsozialistische Volkswohlfahrt — «Национал-социалистская взаимопомощь»), чьи отделения существовали при соответствующих структурах НСДАП. NSV занималась благотворительностью среди местных немцев. Однако более определённой информации относительно конкретных фактов сотрудничества между NSV и фольксдойче Украины в настоящий момент не имеется.

## Послевоенное время и современность

### Исход немцев из Восточной Европы
Большинство фольксдойче покинуло места проживания сразу же после окончания войны и победы СССР и стран союзников. Этот процесс, в силу его массовости и значительного влияния на этническую картину Европы, был выделен в отдельное понятие, которое получило название «исход немцев из стран Восточной Европы». Так, например, ещё во время войны, а также в летние и осенние месяцы 1945 года, в условиях отсутствия законно избранного парламента, президент Чехословакии Эдвард Бенеш подписывал так называемые президентские декреты Бенеша, имевшие силу закона, в том числе об изгнании немцев из Чехословакии
Многие из тех, кто подписал фолькслист во времена правления нацистов, автоматически получили немецкое гражданство после прибытия в Германию, другие получили его несколько позже, уже во времена холодной войны. Граждане бывшего рейха сохранили своё гражданство в германском государстве, позже разделившемся на Восточную и Западную Германии.
Относительно небольшие группы этнических немцев до сих пор проживают в странах Центральной Азии, в основном в Казахстане. Также малое количество немцев проживает в Трансильвании в Румынии. Кроме того, некоторые из бывших фольксдойче и их потомков образуют остаточные компактные районы расселения немцев в Дании, Франции, Италии, Польше, Чехии, Словакии, Словении, Венгрии.

### Современная терминология
Нацисты чрезвычайно популяризировали в своё время термин фольксдойче, эксплуатируя эту этническую и социальную группу для своих нужд. Как результат этого, термин практически не используется в настоящее время, будучи заменённым на аусландсдойче (нем. Auslandsdeutsche, «заграничные немцы») или же на названия областей проживания — например, существует термин «поволжские немцы» (нем. Wolgadeutsche).
В данный момент существует так называемый «Союз изгнанных» (нем. Der Bund der Vertriebenen, сокр. BdV), некоммерческая общественная организация Германии, созданная для представления и защиты интересов немцев, оставивших свои прежние места проживания и/или изгнанных в период Второй мировой войны и её локальных конфликтов. В терминологии данной организации используется слово фольксдойче.
Послевоенное немецкое право использует также термин штатусдойче (нем. Statusdeutsche, «статусные немцы») для обозначения этнических немцев без немецкого гражданства, являющихся беженцами с бывших территорий Германской империи, а в более поздние годы — переселившихся в Германию по программе репатриации.